# Karel Jeraj
Karel Jeraj, slovenski skladatelj in violinist, * 4. julij 1874, Dunaj, † 30. december 1951, Ljubljana.

## Življenje
Rodil se je na Dunaju očetu Johanu Jeraju iz Smlednika in materi Čehinji Elizabeti Raček, oba sta izhajala iz glasbenih rodbin. Diplomiral je iz violine na konservatoriju na Dunaju, kjer so bili njegovi profesorji med drugimi tudi sloviti Anton Bruckner in Robert Fuchs. Po absolutoriju je bil nastavljen za učitelja violine na ljubljanski Glasbeni matici, kjer je poučeval do potresa leta 1895. Na Dunaju je z odliko opravil državni izpit, ki je bila najvišja možna kvalifikacija. Odšel je v London, kjer je v hudi konkurenci postal koncertni vodja Imperialnega britanskega glasbenega inštituta, s katerim je koncertiral po raznih evropskih mestih. Bil je pianist in prijatelj kasneje slavnega romunskega skladatelja Georgea Enescuja, s katerim je imel tudi kot violinist turnejo po Romuniji. Na avdiciji za člana orkestra dunajske Dvorne opere in Filharmonije leta 1900 je bil izbran med 45 kandidati in postal redni član in koncertni mojster tega orkestra (pod vodstvom Gustava Mahlerja).
S slepimi se je prvič srečal leta 1912, ko se je zaposlil tudi v Zavodu za slepo mladino v Purkersdorfu pri Dunaju. Tam je poučeval violino in zelo ambiciozno zastavil glasbeno izobraževalni program slepih in slabovidnih. Tako je med drugim z njimi izvedel celotno Humperdinckovo opero Janko in Metka. Za ta trud je prejel visoko odlikovanje. Proti koncu prve svetovne vojne pa so v Purkersdodrfu postavili lazarete za vojne invalide, med katerimi je bilo veliko število oslepelih vojakov, katerim je posvetil posebno skrb in organiziral ter izvedel veliko število koncertov. Vodil je slovenski dijaški zbor „Zvezda“ in sodeloval pri vseh prireditvah slovenskih kulturnih organizacij na Dunaju. Po končani prvi svetovni vojni se je s soprogo, slovensko pesnico Vido Jeraj, odzval pozivu domovine in vrnil v Ljubljano. Takoj je nastopil službo v Glasbeni matici kot profesor za violino in dirigent novoustanovljenega Orkestralnega društva.
Takrat se je začela najplodnejša doba delovanja med nami. Kot izkušen mentor mladine je znal vzbuditi v učencih tisto živo veselje do glasbe, ki je potrebo za poglobljeno dojemanje glasbene umetnosti sploh. Že 9. decembra 1919 je bil prvi koncert Orkestralnega društva, ki je imel prodoren uspeh. V nekaj letih je z ogromnim trudom dosegel, da so vendarle uspeli koncertno izvesti nekaj največjih skladb iz svetovne simfonične literature, kot npr. Berliozovo Fantastično simfonijo.
Ves čas svojega delovanja je iskal obliko, kako z glasbo obogatiti slepo in slabovidno mladino, saj do konca druge svetovne vojne ni bilo ustreznih ustanov, kamor bi lahko svoje izkušnje z Dunaja prenesel na naša tla. Po vojni pa se je z vrnitvijo Zavoda za slepo in slabovidno mladino v Ljubljano ponudila možnost, da to željo udejanji, saj je bil od ravnateljice in ustanoviteljice Mire Dobovšek pritegnjen k sodelovanju. Obrnil se je nov list v zgodovini glasbenega razvoja slepih in slabovidnih na Slovenskem. Z raznolikim programom so nastopili med drugim tudi v Beogradu in doživeli velik odmev. Za svoje plodno delo je prejel najvišje državno priznanje red dela prve stopnje. Smrt je leta 1951 prekinila njegovo zagnano delo.
Skladateljsko je deloval kot aranžer, komponiral pa je tudi opero Lepa Vida (na Prešernovo besedilo).